# Olim Navkarov
Olim Navkarov (Zarafshon, RSS de Uzbekistán; 3 de marzo de 1983) es un exfutbolista de Uzbekistán que jugaba en la posición de delantero.

## Carrera

### Club
| Periodo   | Club               |
| --------- | ------------------ |
| 2003-2007 | Traktor Tashkent   |
| 2008-2010 | Lokomotiv Tashkent |
| 2010      | Qizilqum Zarafshon |
| 2011      | FK Andijon         |
| 2012      | Lokomotiv Tashkent |
| 2012      | Dinamo Samarcanda  |
| 2013      | Qizilqum Zarafshon |
| 2013      | Olmaliq FK         |
| 2014-2015 | NBU Osiyo          |

### Selección nacional
Jugó para Uzbekistán en 11 ocasiones de 2010 a 2011 y anotó dos goles; participó en la Copa Asiática 2011.

## Estadísticas

### Goles con selección nacional
| # | Fecha      | Sede           | Rival    | Marcador | Resultado | Torneo   |
| - | ---------- | -------------- | -------- | -------- | --------- | -------- |
| 1 | 12-10-2010 | Manama, Baréin | Baréin   | 1–0      | 4–2       | Amistoso |
| 2 | 2-1-2011   | Sharjah, EAU   | Jordania | 1–0      | 2–2       | Amistoso |